# Danuel House Jr.

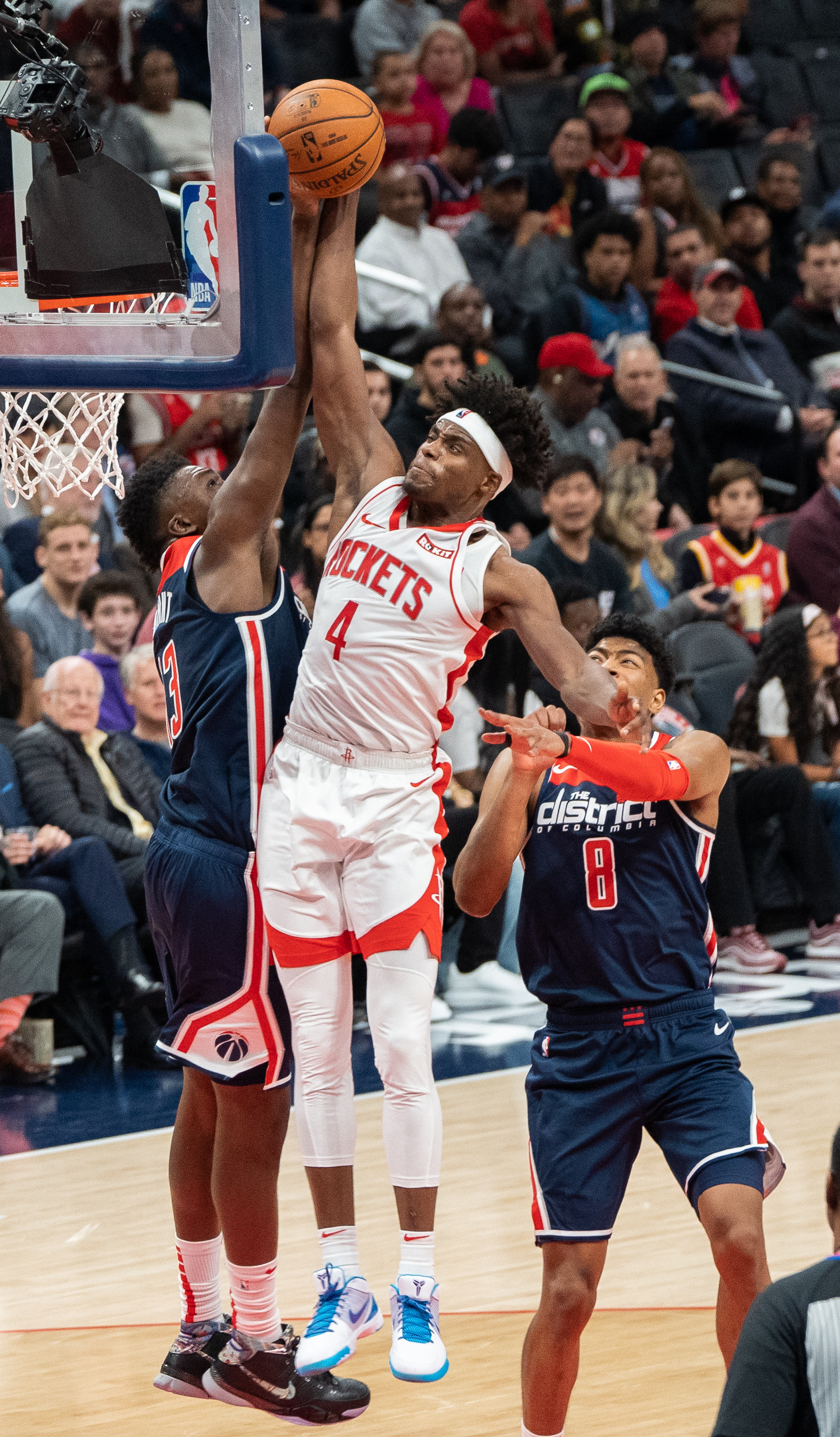
Danuel House Jr., 2019.

Danuel Kennedy House Jr., född 7 juni 1993 i Houston i Texas, är en amerikansk professionell basketspelare (SF/PF) som spelar för Philadelphia 76ers i National Basketball Association (NBA). Han har tidigare spelat för Washington Wizards, Phoenix Suns, Houston Rockets, New York Knicks och Utah Jazz.
House blev aldrig NBA-draftad.
Innan han blev proffs studerade House först vid University of Houston och spelade för deras idrottsförening Houston Cougars. Han blev senare överförd till Texas A&M University för spel i Texas A&M Aggies.